# Falmouth (Massachusetts)
Falmouth ist eine Town im Barnstable County im US-Bundesstaat Massachusetts. Im Jahr 2020 lebten dort 32.517 Einwohner in 13.983 Haushalten, in den Vereinigten Staaten werden auch Ferienwohnungen als Haushalte gezählt, auf einer Fläche von 141,0 km².
Der Terminal für die Fähren der Steamship Authority nach Martha’s Vineyard befindet sich im Village Woods Hole in Falmouth. In Woods Hole befinden sich auch mehrere wissenschaftliche Einrichtungen wie die Woods Hole Oceanographic Institution (WHOI), das Marine Biological Laboratory (MBL), das Woods Hole Research Center, das Woods Hole Science Aquarium des National Marine Fisheries Service und die verschiedenen Museen der wissenschaftlichen Einrichtungen.

## Geografie
Nach dem United States Census Bureau hat Falmouth eine Gesamtfläche von 141,0 km², von denen 114,1 km² Land und 26,8 km² Wasser sind.

### Geografische Lage
Falmouth liegt an der südwestlichen Spitze von Cape Cod. Im Süden grenzt Falmouth an den Vineyard Sound und im Westen an die Buzzards Bay. Die Topographie von Falmouth ähnelt der von Cape Cod, mit vielen kleinen Teichen, Bächen und Buchten, umgeben von den Kiefern und Eichen des Kaps und oft felsigem Strand. Die Südküste von Falmouth zeichnet sich durch eine Reihe von Teichen und Flüssen aus, die sehr eng beieinander liegen und alle in einiger Entfernung in die Stadt hineinreichen.
Zum Gebiet der Town gehört das Schutzgebiet Frances A. Crane Wildlife Management Area.

### Nachbargemeinden
Alle Entfernungen sind als Luftlinien zwischen den offiziellen Koordinaten der Orte aus der Volkszählung 2010 angegeben.
- Norden: Bourne, 13,7 km
- Nordosten: Sandwich, 16,3 km
- Osten: Mashpee, 9,2 km
- Süden: Dukes County mit Martha’s Vineyard und Elizabeth Islands

### Stadtgliederung
Es gibt in Falmouth mehrere Villages: East Falmouth (02536), Hatchville (02536), Teaticket (02536), Waquoit (02536), North Falmouth (02556), Silver Beach (02565), West Falmouth (02574) und Woods Hole (02543.).

### Klima
Die mittlere Durchschnittstemperatur in Falmouth liegt zwischen −0,6 °C (31 °F) im Januar und 20,6 °C (69 °F) im Juli. Damit ist der Ort gegenüber dem langjährigen Mittel der USA um etwa 8 Grad kühler. Die Schneefälle zwischen Oktober und Mai liegen mit bis zu zweieinhalb Metern mehr als doppelt so hoch wie die mittlere Schneehöhe in den USA; die tägliche Sonnenscheindauer liegt am unteren Rand des Wertespektrums der USA.

## Geschichte
Falmouth wurde erstmals 1660 von englischen Kolonisten besiedelt und 1686 offiziell zu einer Town erhoben. Bartholomew Gosnold benannte die Siedlung nach Falmouth in Cornwall (England), seinem Heimathafen. Frühe Hauptaktivitäten waren Landwirtschaft, Schifffahrt, Walfang und Schafzucht, die durch die Einführung von Merinoschafen und die Anfänge der wasserbetriebenen Mühlen, die die Wolle verarbeiten konnten, sehr beliebt war. Falmouth Bürger erlebte einen kurzen Einsatz im Krieg von 1812, als die Gegend um Falmouth Heights an der Südküste von mehreren britischen Fregatten und Linienschiffen bombardiert wurde und sich die Miliz von Massachusetts eilig an den Stränden verschanzte, um eine mögliche britische Landung abzuwehren, die nie kam. Bis 1872 war die Eisenbahn nach Falmouth und Woods Hole gekommen, und einige der ersten Sommerhäuser wurden errichtet. Im späten 19. Jahrhundert wurden Cranberries angebaut und Erdbeeren für den Bostoner Markt gezüchtet. Zu Beginn des 20. Jahrhunderts wurde im Landesinneren die Milchwirtschaft im großen Stil erprobt. Nach der Verbesserung der Autobahnen und zum Teil dank der starken Nutzung des benachbarten Camp Edwards (heute Teil der Joint Base Cape Cod) während des Zweiten Weltkriegs nahm das Bevölkerungswachstum deutlich zu. In den 1970er Jahren kam es zu einem ersten großen Immobilienboom, gefolgt von weiteren in den 1980er und 1990er Jahren.

### Einwohnerentwicklung
| Volkszählungsergebnisse – Town of Falmouth, Massachusetts | Volkszählungsergebnisse – Town of Falmouth, Massachusetts | Volkszählungsergebnisse – Town of Falmouth, Massachusetts | Volkszählungsergebnisse – Town of Falmouth, Massachusetts | Volkszählungsergebnisse – Town of Falmouth, Massachusetts | Volkszählungsergebnisse – Town of Falmouth, Massachusetts | Volkszählungsergebnisse – Town of Falmouth, Massachusetts | Volkszählungsergebnisse – Town of Falmouth, Massachusetts | Volkszählungsergebnisse – Town of Falmouth, Massachusetts | Volkszählungsergebnisse – Town of Falmouth, Massachusetts | Volkszählungsergebnisse – Town of Falmouth, Massachusetts |
| Jahr                                                      | 1800                                                      | 1810                                                      | 1820                                                      | 1830                                                      | 1840                                                      | 1850                                                      | 1860                                                      | 1870                                                      | 1880                                                      | 1890                                                      |
| --------------------------------------------------------- | --------------------------------------------------------- | --------------------------------------------------------- | --------------------------------------------------------- | --------------------------------------------------------- | --------------------------------------------------------- | --------------------------------------------------------- | --------------------------------------------------------- | --------------------------------------------------------- | --------------------------------------------------------- | --------------------------------------------------------- |
| Einwohner                                                 |                                                           |                                                           |                                                           |                                                           |                                                           | 2621                                                      | 2456                                                      | 2237                                                      | 2422                                                      | 2567                                                      |
| Jahr                                                      | 1900                                                      | 1910                                                      | 1920                                                      | 1930                                                      | 1940                                                      | 1950                                                      | 1960                                                      | 1970                                                      | 1980                                                      | 1990                                                      |
| Einwohner                                                 | 3500                                                      | 3144                                                      | 3500                                                      | 4821                                                      | 6878                                                      | 8662                                                      | 13037                                                     | 15942                                                     | 23640                                                     | 27960                                                     |
| Jahr                                                      | 2000                                                      | 2010                                                      | 2020                                                      | 2030                                                      | 2040                                                      | 2050                                                      | 2060                                                      | 2070                                                      | 2080                                                      | 2090                                                      |
| Einwohner                                                 | 32660                                                     | 31531                                                     | 32517                                                     |                                                           |                                                           |                                                           |                                                           |                                                           |                                                           |                                                           |

## Kultur und Sehenswürdigkeiten

### Bauwerke
In Falmouth wurden Friedhöfe, Leuchttürme ein archäologischer Distrikt und ein Bauwerk in die Liste der Einträge im National Register of Historic Places im Barnstable County eingetragen.
- Central Fire Station, 1998 unter der Register-Nr. 98000146.[6]
- Cleveland Ledge Light Station, 1987 unter der Register-Nr. 87001462.[7]
- Falmouth Pumping Station, 1998 unter der Register-Nr. 98000148.[8]
- Falmouth Village Green Historic District, 1996 unter der Register-Nr. 96000271.[9]
- Lawrence Academy, 1998 unter der Register-Nr. 98000123.[10]
- Nobska Point Light Station, 1987 unter der Register-Nr. 87001483.[11]
- North Falmouth Village Historic District, 1998 unter der Register-Nr. 98000121.[12]
- Elnathan Nye House, 2002 unter der Register-Nr. 02000697.[13]
- Oak Grove Cemetery, 2014 unter der Register-Nr. 14000560.[14]
- Poor House and Methodist Cemetery, 1998 unter der Register-Nr. 98000147.[15]
- Teaticket School, 2002 unter der Register-Nr. 02000082.[16]
- Josiah Tobey House, 1994 unter der Register-Nr. 94001496.[17]
- Waquoit Historic District, 2004 unter der Register-Nr. 04000086.[18]
- West Falmouth Village Historic District, 1998 unter der Register-Nr. 98000253.[19]
- Woods Hole School, 1982 unter der Register-Nr. 82000473.[20]

### Parks
Die Frances A. Crane Wildlife Management Area ist ein Naturschutzgebiet. Es umfasst 1883 acre (7,6 km²) und wird vom State Department of Fish and Game verwaltet.

### Sport
Seit 1973 wir in Falmouth regelmäßig das Falmouth Road Race, ein Straßenlauf im August ausgetragen. Die jährliche Teilnehmerzahl stieg von zunächst 100 auf über 8000 Läufer.

## Wirtschaft und Infrastruktur

### Verkehr
Falmouth wird von halbringförmig von der Massachusetts Route 28 erschlossen. Im Norden kreuzt die Massachusetts Route 151 und parallel zur Massachusetts Route 28 verläuft westlich von ihr die Massachusetts Route 28A.
Der nächste Regionalflughafen ist der Barnstable Municipal Airport, der nächste nationale und internationale Flughafen ist der Logan International Airport in Boston.

### Öffentliche Einrichtungen
In Falmouth befinden sich mehrere medizinischen Einrichtungen, die auch die Bewohner der umliegenden Gebiete nutzen.
Es gibt eine Bücherei in Falmouth, die Falmouth Public Library. Sie geht zurück auf 1792, als Mr. Henry Lincoln als Bibliothekar dort arbeitete.

### Bildung
In Falmouth ist das Falmouth School Department für die Schulbildung zuständig. Es werden mehrere Schulen angeboten:
- North Falmouth Elementary School mit Schulklassen vom Kindergarten bis zum 4. Schuljahr
- Teaticket Elementary School mit Schulklassen vom Pre-Kindergarten bis zum 4. Schuljahr
- East Falmouth Elementary School mit Schulklassen vom Pre-Kindergarten bis zum 4. Schuljahr
- Mullen-Hall School mit Schulklassen vom Kindergarten bis zum 4. Schuljahr
- Morse Pond School mit Schulklassen vom 5. bis 6. Schuljahr
- Lawrence School mit Schulklassen vom 7. bis 8. Schuljahr
- Falmouth High School mit Schulklassen vom 9. bis 12. Schuljahr

Zudem die private Falmouth Academy mit Schulklassen vom 7. bis 12. Schuljahr

## Persönlichkeiten

### Söhne und Töchter der Stadt
- George Bradbury (1770–1823), Politiker
- Katharine Lee Bates (1859–1929), Autorin
- Wesley Dennis (1903–1966), Autor
- Newell Sill Jenkins (1940–1966),  Zahnarzt
- Casey Affleck (* 1975), Schauspieler

### Persönlichkeiten, die vor Ort gewirkt haben
- Zeno Scudder (1807–1857), Politiker und Anwalt in Falmouth
- Joseph Walsh (1875–1946), Politiker
- Dorothy Wrinch (1894–1976), Mathematikerin
- John H. Steele (1926–2013), Mathematiker und Meereskundler
- Egon T. Degens (1928–1989), Geologe